# Meshginshahr (circoscrizione elettorale)
La Circoscrizione di Meshginshahr è un collegio elettorale iraniano istituito per l'elezione dell'Assemblea consultiva islamica. 

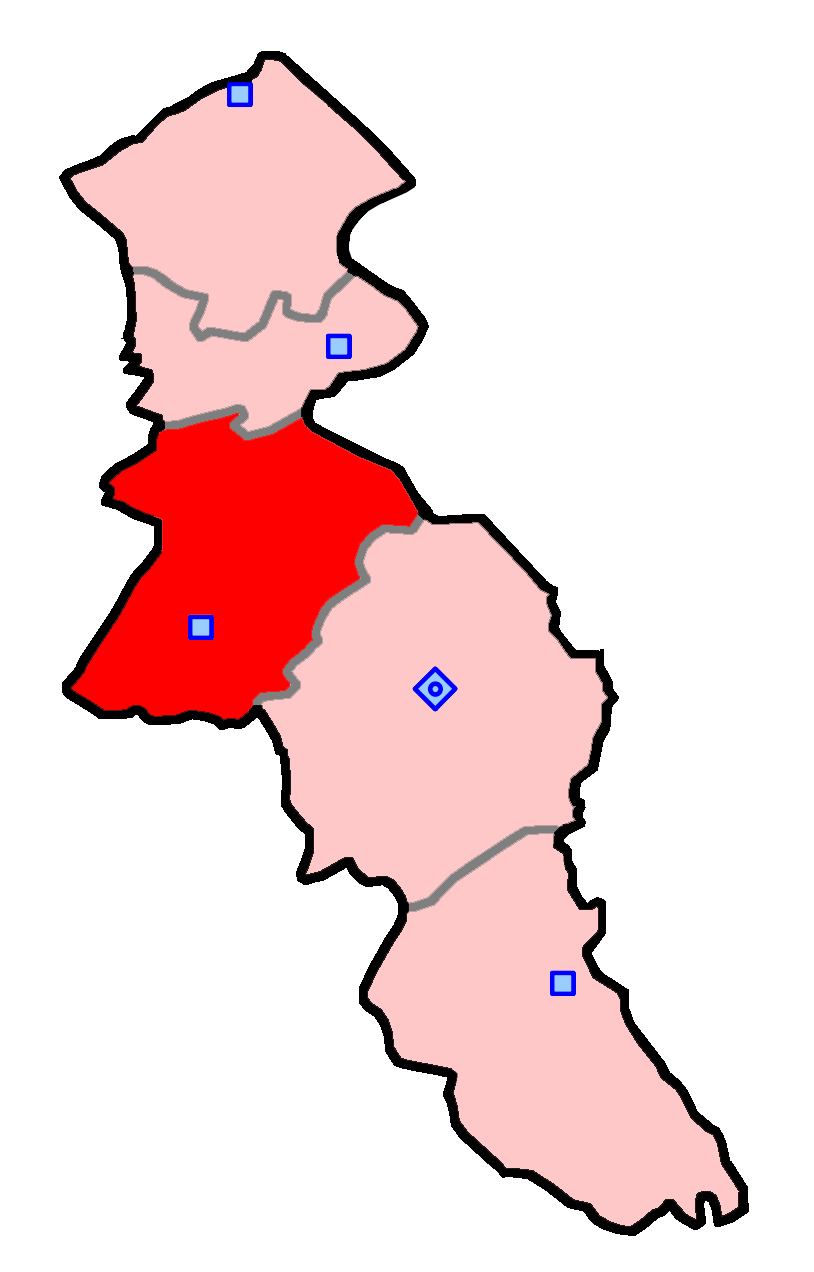
La circoscrizione di Meshginshahr, all'interno della Provincia di Ardabil

## Elezioni
| Elezioni parlamentari in Iran del 2016 | Elezioni parlamentari in Iran del 2016 | Elezioni parlamentari in Iran del 2016 | Elezioni parlamentari in Iran del 2016 | Elezioni parlamentari in Iran del 2016 | Elezioni parlamentari in Iran del 2016 | Elezioni parlamentari in Iran del 2016 |
| Candidato                              | Lista(e)                               | Lista(e)                               | Lista(e)                               | Voti                                   | %                                      |                                        |
| -------------------------------------- | -------------------------------------- | -------------------------------------- | -------------------------------------- | -------------------------------------- | -------------------------------------- | -------------------------------------- |
| Vali Maleki                            | Indipendente                           |                                        |                                        | 22,457                                 |                                        |                                        |